# Stelling van Green
De stelling van Green is een wiskundige stelling die een verband legt tussen een kringintegraal over een enkelvoudige gesloten kromme in twee dimensies en een dubbelintegraal over het oppervlak dat door de kromme wordt omsloten. De stelling is naar de Britse natuurkundige George Green genoemd en vindt onder andere toepassing in de natuurkunde.
De stelling van Green komt overeen met de stelling van Stokes in twee dimensies. Beide stellingen hebben op dezelfde manier betrekking op een kringintegraal.

## Stelling
Als {\displaystyle P} en {\displaystyle Q} continue functies zijn in een normaal gebied {\displaystyle D} dat volledig behoort tot een open gebied in twee dimensies met continue partiële afgeleiden {\displaystyle {\frac {\partial P(x,y)}{\partial y}}} en {\displaystyle {\frac {\partial Q(x,y)}{\partial x}}}, en {\displaystyle D} wordt begrensd door een stuksgewijs gladde, enkelvoudige gesloten kromme {\displaystyle C}, doorlopen in tegenwijzerzin, dan geldt:
{\displaystyle \iint _{D}\left({\frac {\partial Q(x,y)}{\partial x}}-{\frac {\partial P(x,y)}{\partial y}}\right)\ \mathrm {d} x\ \mathrm {d} y=\oint _{C}{\big (}P(x,y)\ \mathrm {d} x+Q(x,y)\ \mathrm {d} y{\big )}}
Hier volgt een bewijs voor het geval dat {\displaystyle D} een gebied is zoals in nevenstaande figuur is aangegeven, dus onder en boven begrensd door continue krommen {\displaystyle C_{1}} en {\displaystyle C_{3}} en links en rechts door rechte lijnen {\displaystyle C_{2}} en {\displaystyle C_{4}}.
Beschrijf het gebied door:
{\displaystyle D=\{(x,y)|a\leq x\leq b,g_{1}(x)\leq y\leq g_{2}(x)\}},
waarin {\displaystyle g_{1}} en {\displaystyle g_{2}} continue functies zijn. We berekenen:
{\displaystyle \iint _{D}{\frac {\partial P}{\partial y}}\mathrm {d} x\mathrm {d} y=\int _{a}^{b}\int _{g_{1}(x)}^{g_{2}(x)}{\frac {\partial P}{\partial y}}\ \mathrm {d} y\mathrm {d} x=}
{\displaystyle =\int _{a}^{b}{\Big \{}P(x,g_{2}(x))-P(x,g_{1}(x)){\Big \}}\ \mathrm {d} x}
Voor de integraal van {\displaystyle P} over {\displaystyle C} vinden we:
{\displaystyle \int _{C}P\ \mathrm {d} x=\int _{C_{1}}P\ \mathrm {d} x+\int _{C_{2}}P\ \mathrm {d} x+\int _{C_{3}}P\ \mathrm {d} x+\int _{C_{4}}P\ \mathrm {d} x=}
{\displaystyle =-\int _{a}^{b}P(x,g_{2}(x))\ \mathrm {d} x+\int _{a}^{b}P(x,g_{1}(x))\ \mathrm {d} x}
Uit deze twee resultaten volgt:
{\displaystyle \int _{C}P\ \mathrm {d} x=-\iint _{D}{\frac {\partial P}{\partial y}}\ \mathrm {d} x\mathrm {d} y}
Op dezelfde manier kan men voor {\displaystyle Q} afleiden dat:
{\displaystyle \int _{C}Q\ \mathrm {d} y=\iint _{D}{\frac {\partial Q}{\partial x}}\ \mathrm {d} x\mathrm {d} y}

## Oppervlakte
Met {\displaystyle P=0} en {\displaystyle Q=x} en met {\displaystyle P=-y} en {\displaystyle Q=0} krijgen we voor de oppervlakte {\displaystyle A} binnen de contour {\displaystyle C}, doorlopen in de richting tegen de klok in:
{\displaystyle A=\oint _{C}x\ {\rm {d}}y=-\oint _{C}y\ {\rm {d}}x}
Een interessante technische toepassing is de planimeter, een meetinstrument om een oppervlakte te bepalen door het aftasten van de omtrek.